# アンリ1世・ド・サヴォワ＝ヌムール
アンリ1世・ド・サヴォワ＝ヌムール（フランス語: Henri Ier de Savoie-Nemours, 1572年11月21日 - 1632年7月10日）は、ヌムール公（在位：1595年 - 1632年）。父はヌムール公ジャック、母はギーズ公フランソワの未亡人であったアンナ・デステ。公位の継承前はサン＝ソルラン侯とよばれた。兄シャルル・エマニュエルの跡を継いでヌムール公となった。

## 生涯
1588年、アンリ1世ははとこのサヴォイア公のためにフランスからサルッツォ侯領を奪った。異母兄ギーズ公らはアンリ1世にカトリック同盟に参加するよう勧め、1591年にアンリ1世はドーフィネ総督に就任した。アンリ1世は1596年にフランス王アンリ4世に服従した。サヴォイア公と対立した後にブルゴーニュに退き、サヴォイアに対する戦争でスペイン側に加わった。1616年11月14日に和平が宣言された後、アンリ1世はフランス宮廷に引退した。
アンリ1世の死後、長男のルイが跡を継いだ。1641年のルイの死後は次男シャルル・アメデが、1651年のシャルル・アメデの死後は三男アンリ2世が公位を継承した。

## 子女
オマール公シャルル・ド・ロレーヌの娘でオマール女公のアンヌ・ド・ロレーヌ（1600年 - 1638年）と結婚し、3男をもうけた。
- ルイ（1615年 - 1641年） - ヌムール公
- シャルル・アメデ（1624年 - 1652年） - ヌムール公
- アンリ2世（1625年 - 1659年） - ヌムール公